# Ryan Hoyle
Ryan Hoyle es el baterista y percusionista de la banda de rock alternativo Collective Soul. Se ha graduado como percusionista en un programa de la universidad del norte de Texas ("University of North Texas"). Además y en una etapa de descanso del grupo, Ryan Hole colabora y sale de gira con Paul Rodgers. Esto se ve reflejado en el DVD de Paul Rodgers "Live In Glasgow". 
- Datos: Q9071490